# Diatermi
Diatermi är en medicinsk behandling där man använder stark upphettning av kroppsvävnad med hjälp av högfrekventa elektriska fält.

## Användningsområden
Det finns flera användningsområden, bland annat borttagning av hår, stoppa kraftig näsblödning, borttagande av godartade hudtumörer, men även vissa elakartade tumörer som basalcellscancer eller cellförändringar i livmoderhalsen. Dessutom kan man ta bort vanliga vårtor och kondylomvårtor.

## Utförande
Patienten får oftast lokalbedövning eller bedövande salva, men vid behandling på känsligare områden som vid kondylomvårtor i underlivet kan man få narkos. Därefter påbörjas behandlingen genom att en elektrod med högfrekvent växelström dödar vävnaden som skall behandlas, samtidigt som kringliggande blodkärl drar ihop sig så att risken för blödning blir liten.
Under ingreppet finns det en röksug i anslutning till elektroden, eftersom det bildas gaser som inte skall inandas. Därför bär även den som utför ingreppet andningsmask.
Tiden för en behandling av kondylomvårtor är cirka 30 minuters förberedelse, 10-30 minuters behandling och 15 minuters uppvakning. Denna behandling görs med patienten i ryggläge med benstöd.

## Risker
Det finns några risker med en diatermibehandling:
- Personer med pacemaker, eller som är gravida skall säga till innan behandling, eftersom de höga spänningarna kan ha negativ påverkan på pacemakern.[1]
- Behandlingen kan ge pigmentförändringar i huden, och därför skall man undvika starkt solljus under läkeprocessen.[1]
- Det kan uppstå infektioner i hårsäckskanalen vid hårborttagning.[1]
- Inhalering av diatermigaser är farligt, eftersom flera av de ämnen som gaserna består av är cancerframkallande. Det är dock personalen som utsätts för denna risk när de utsätts långvarigt för gaserna och inte patienter.[4]
- Det elektromagnetiska fältet kring elektroderna kan innebära risk för exponering.[5]

Det finns utrustning på marknaden som arbetar vid frekvenser upp till 5 MHz och därmed omfattas av gällande arbetsmiljölagstiftning. Att skärma ledarna vid elektroderna bedöms kunna minska risken för exponering. 